# Johann Bernhard Klems
Johann Bernhard Klems (* 19. November 1812 in Waltrop; † 24. September 1872 in Düsseldorf) war ein deutscher Klavierbauer des 19. Jahrhunderts.

## Leben

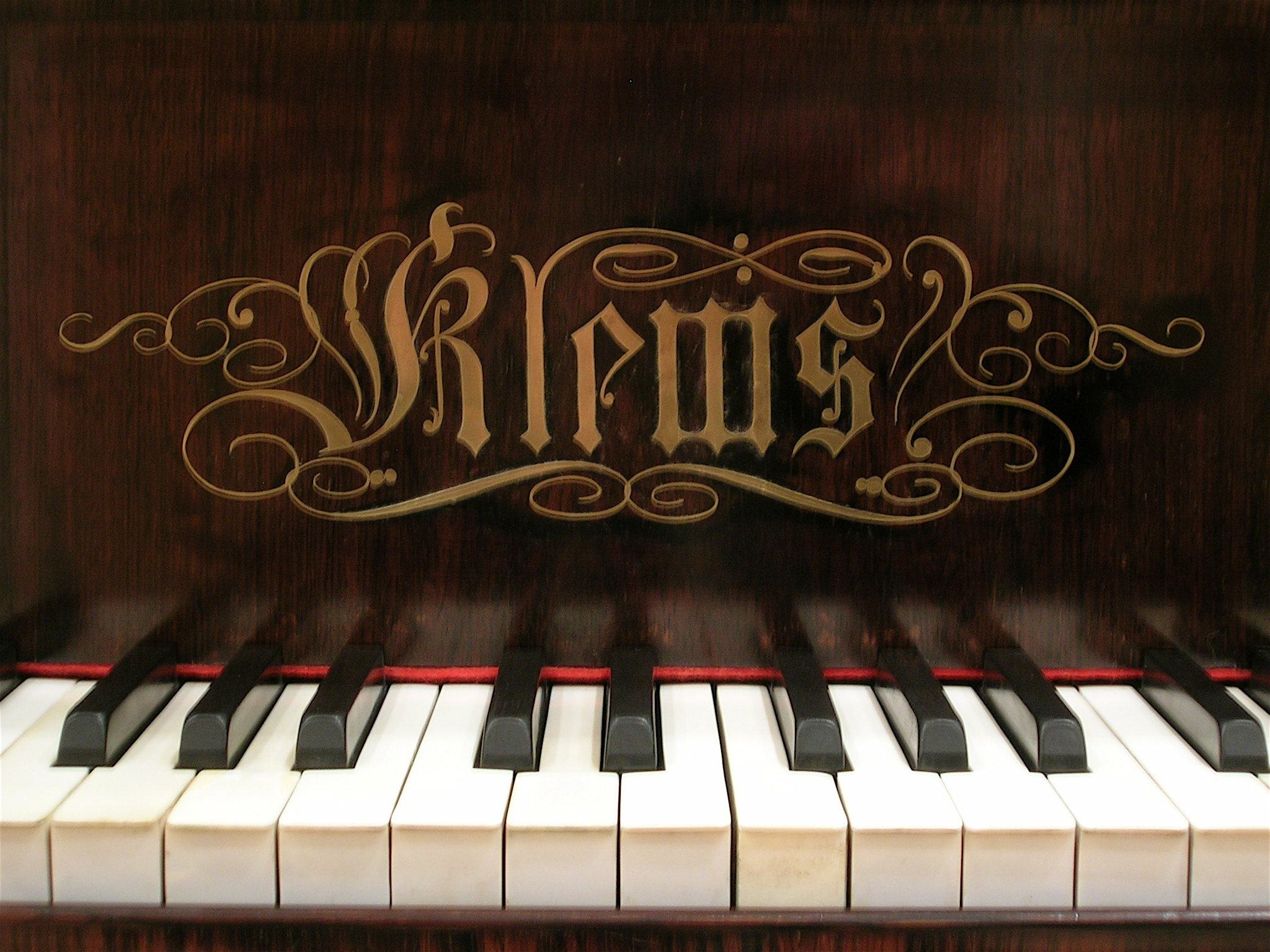
Vorsatzschild für einen Klems-Flügel (ca. 1855), Sammlung Heirseele-Schweiger, Belgien

Der gebürtige Waltroper Johann Bernhard Klems kam 1836 nach Wien, um dort seine Lehrlings- und Gesellenzeit bei Streicher, einem der damals bedeutendsten Klavierbauer zu absolvieren. 
Bereits 1840 eröffnete er in Düsseldorf eine eigene Klavierbauwerkstatt. Dort stellte er zunächst Instrumente her, die sich an der Wiener Klavierbautradition (Wiener Mechanik) orientierten. Wenig später übernahm er wesentliche Neuerungen des zu dieser Zeit führenden französischen Instrumentenbauers Erard. Schon nach kurzer Zeit konnte er sich einen hervorragenden Ruf als Klavierbauer erwerben. Bereits zehn Jahre nach Gründung seiner Düsseldorfer Werkstatt waren Klems-Instrumente in Musikerkreisen außerordentlich geschätzt. Nicht zuletzt durch seine geschickte Geschäftspolitik konnte er seiner Firma auch durch die Vermittlung berühmter Komponisten und Pianisten im In- und Ausland einen großen Bekanntheitsgrad sichern. 
Nach seinem Tod übernahm sein Sohn Edmund die Firma. Die Bedeutung und Produktivität des Klems´schen Unternehmens unterstreicht die Tatsache, dass im Jahre 1880 immerhin 40 Arbeiter etwa 300 Instrumente anfertigten. Dennoch wurde die Klavier- und Flügelproduktion um die Jahrhundertwende eingestellt.

## Kontakte zu bedeutenden Musikern des 19. Jahrhunderts

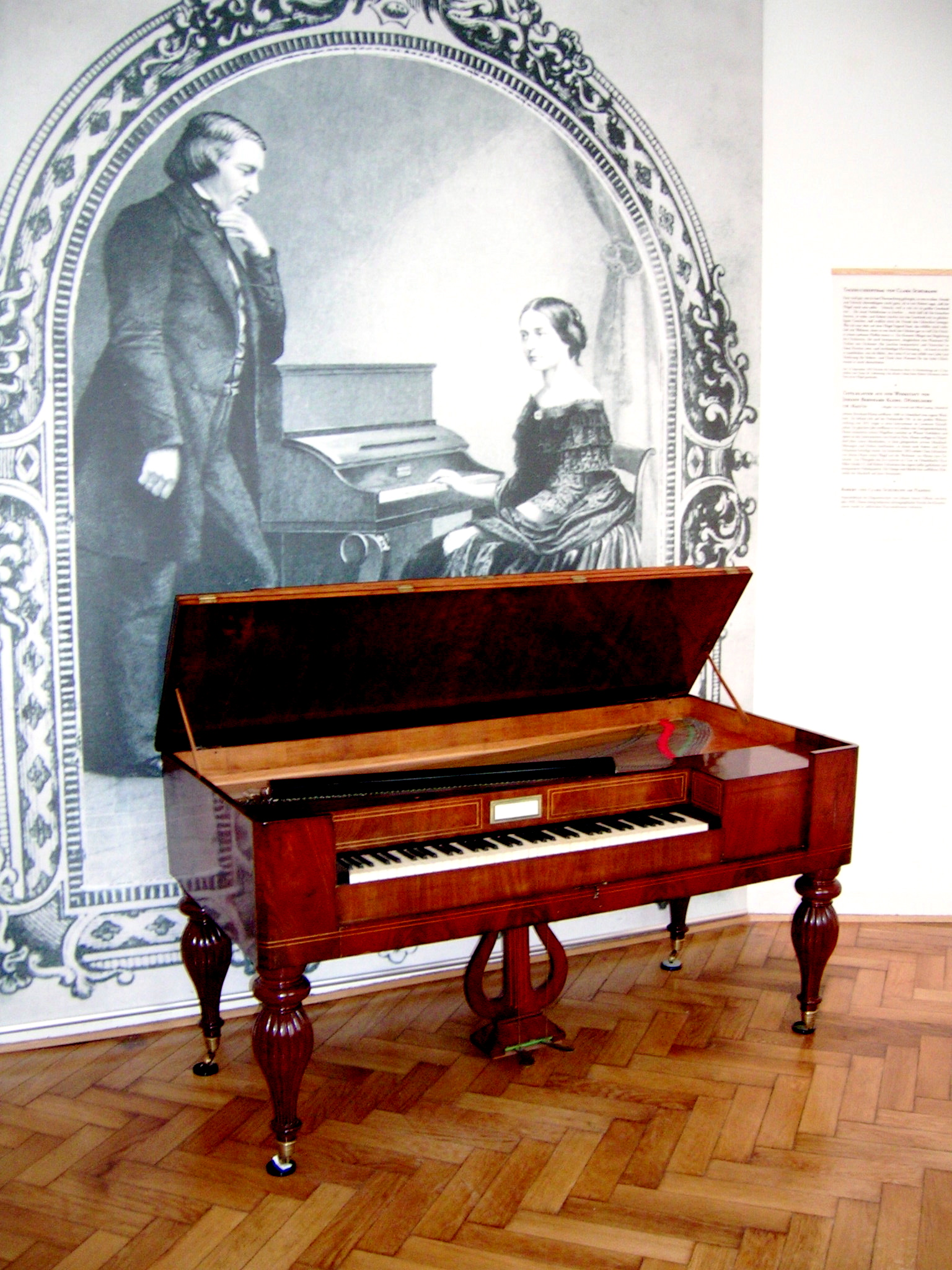
Klems-Tafelklavier (um 1850) im Heinrich-Heine-Institut Düsseldorf

Insbesondere in Verbindung mit Robert Schumann wird Klems häufig genannt. Im Herbst 1850 kam der Komponist nach Düsseldorf, um seine neue Stellung als Städtischer Musikdirektor anzutreten. Eine enge Verbindung zwischen dem Ehepaar Schumann und Johann Bernhard Klems ist ab Winter 1850 nachweisbar. Durch zahlreiche Nennungen und Kommentare in den Tagebüchern, Briefen und Aufzeichnungen der Schumanns wirkt Klems´ Name bis heute fort. Wie sehr Robert Schumann dessen Instrumente geschätzt hat, zeigt sich in der Tatsache, dass er seiner Frau im Jahre 1853 einen Klems-Konzertflügel zum Geburtstag schenkte. Noch 1866 ließ sich Clara Schumann einen neuen Flügel in ihr inzwischen nach Baden-Baden verlegtes Domizil liefern. Clara Schumann, die berühmteste Pianistin ihrer Zeit, war nur höchst selten mit den ihr zur Verfügung gestellten Klavieren zufrieden. Über lange Jahre bevorzugte sie die Instrumente des Düsseldorfer Klavierbauers für ihre Konzerte und sprach Freunden, Bekannten und Schülern gegenüber zahlreiche Empfehlungen für diese aus (sie „wüßte von deutschen Instrumenten sonst doch keine zu empfehlen“, wie sie einer Freundin schrieb). Ähnliches ist häufig auch aus Rezensionen ihrer Konzerte zu erfahren.
Johann Bernhard Klems pflegte neben der Verbindung zu Robert und Clara Schumann noch weitere Kontakte zu einflussreichen Musikern seiner Zeit. Mit Johannes Brahms, der ab 1854 für einige Jahre in Düsseldorf lebte, verband ihn zeitlebens eine freundschaftliche Zugetanheit. Weitere bedeutende Komponisten, die auf Klems-Instrumenten musizierten, waren Felix Mendelssohn Bartholdy, Ferdinand Hiller, Theodor Kirchner und Max Bruch.

## Auszeichnungen, Experimente und Titel

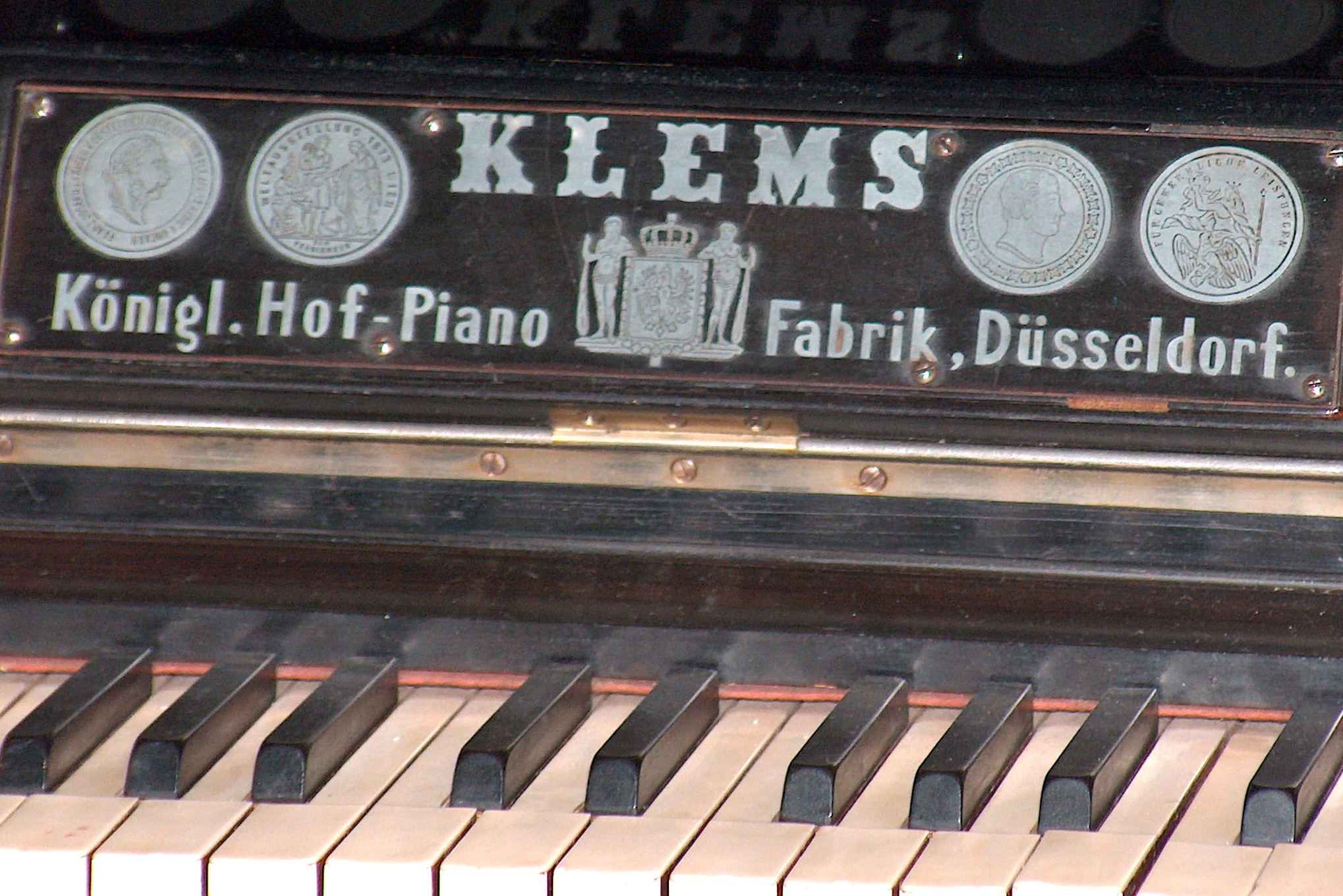
Vorsatzschild für ein Pianino von J.B. Klems (um 1865), Sammlung T. Koch, Düsseldorf

Klems’ Ruf als einer der bedeutendsten Klavierbauer des 19. Jahrhunderts gründet sich insbesondere auf seine Aufgeschlossenheit instrumententechnischen Neuerungen gegenüber. Auf der Londoner Industrie-Ausstellung 1851 (der ersten Weltausstellung) zeigte er im Kristallpalast einen Flügel „nach der Bauart Erard“ und zählte damit zur Avantgarde deutscher Klavierbauer. Als einer der ersten deutschen Klavierhersteller hatte er sich das später von allen Kollegen übernommene Prinzip der doppelten Repetitionsmechanik zu eigen gemacht. Daraufhin eröffnete er noch im gleichen Jahr in London eine Vertretung für seine Instrumente.
Auf der Provinzial-Gewerbe-Ausstellung für Rheinland und Westphalen in Düsseldorf erhielt er 1852 für seinen Flügel einen „ersten Staatspreis“. Und auch auf der Münchner Industrieausstellung im Jahre 1854 hatte er Erfolg: „wegen Verfertigung eines vortrefflich ausgeführten flügelförmigen Pianos von ganz gleichem, guten Tone“ wurde er dort mit einer Ehrenmünze ausgezeichnet.
Die Münchner Juroren hatten mit ihrem Kommentar in der Tat ein wesentliches Klang-Ideal von Klems benannt. Ganz im Gegensatz zum bis ins erste Drittel des 19. Jahrhunderts favorisierten Register-Klang von Flügeln (bei denen hohe, mittlere und tiefe Lage ähnlich der menschlichen Stimme jeweils einen ganz eigenen Charakter haben) erreichte Klems mit seinen neuen Flügeln eine bislang nicht erreichte Ausgeglichenheit „von ganz gleichem Tone“. Damit verlor das Instrument allerdings auch an Farbigkeit zugunsten eines voluminöseren Klangbildes.

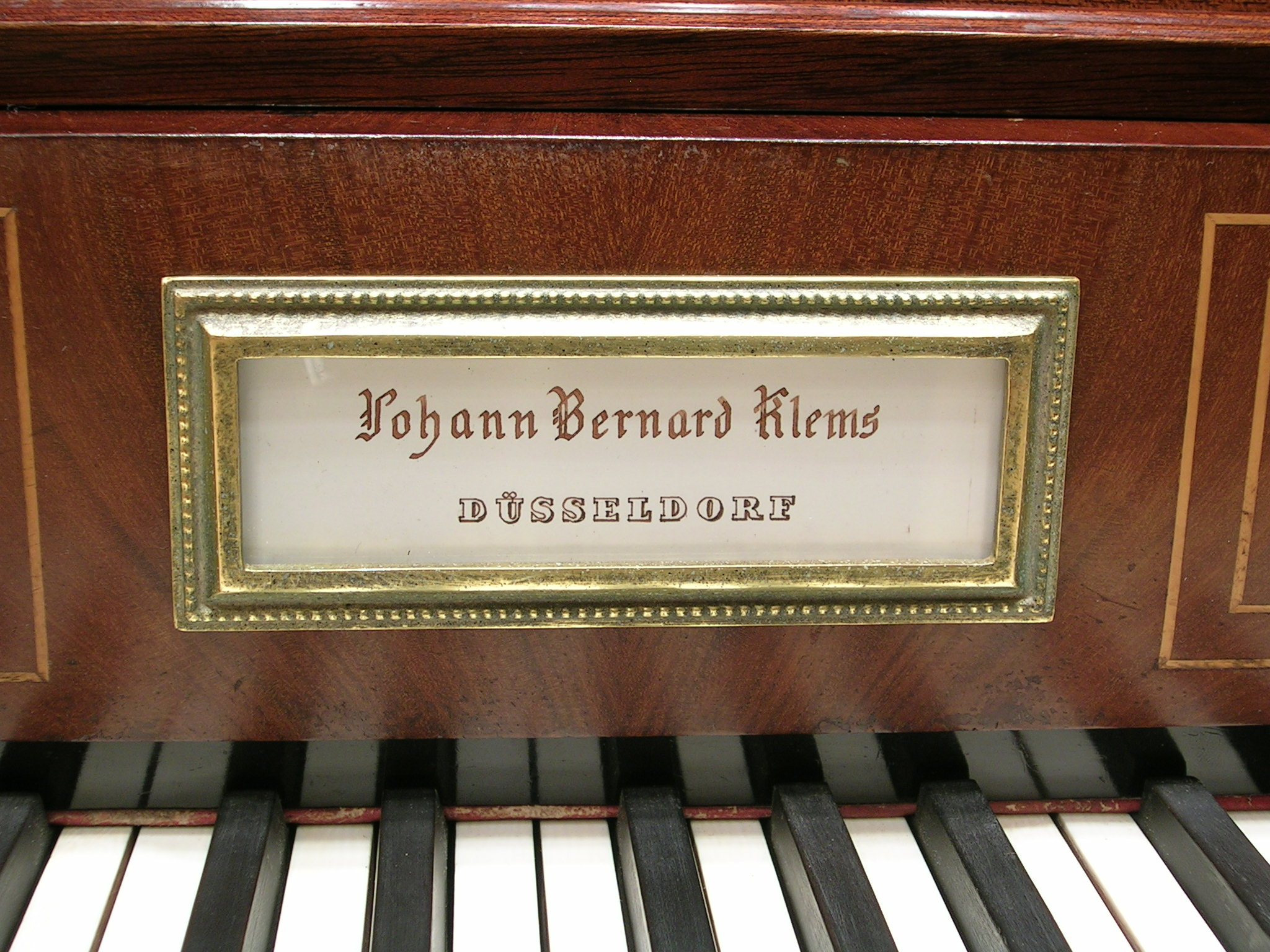
Vorsatzschild für ein Klems-Tafelklavier (um 1850), Heinrich-Heine-Institut, Düsseldorf

Die ausgesprochene Experimentierlust von Johann Bernhard Klems zeigt sich auch in der Tatsache, dass er gemeinsam mit einem Aachener Geigenbauer versuchte, instrumententechnische Eigenheiten der Geige auf den Klavierbau zu übertragen. Klems stellte hier insbesondere Versuche an, die Klangeigenschaften des Geigenlackes italienischer Meistergeigen auf die Resonanzböden seiner Flügel zu übertragen. Hieraus resultierte der sogenannte Resonatorflügel. „Kraftvoll im Ton ist derselbe, jeder zarteren Nuance fähig, und entwickelt namentlich eine Tragkraft, eine Vibration der einzelnen Töne, die dem Pianisten, der sie zu benutzen versteht, die schönsten Wirkungen sichert. (...)“.
Vergeblich bemühte er sich um Anerkennung seiner Forschungsergebnisse beim Preußischen Patentamt. Bedeutende Klavierbauunternehmen wie Ibach und Bechstein verfolgten diese Entwicklungen aufmerksam und kritisch.
Schließlich spiegelt sich die Bedeutung von Johann Bernhard Klems auch in einer Vielzahl von Titeln. So konnte er seine Instrumente unter anderem mit offiziellen Prädikaten wie Hof-Pianoforte-Fabrikant Seiner königlichen Hoheit des Prinzen Friedrichs von Preußen, Hof-Pianoforte-Fabrikant Seiner königlichen Hoheit des Fürsten Carl Anton zu Hohenzollern-Sigmaringen oder Hoflieferant des Exkönigs von Hannover schmücken, was seinem Unternehmen einen enormen Prestigegewinn verschaffte.

## Instrumente

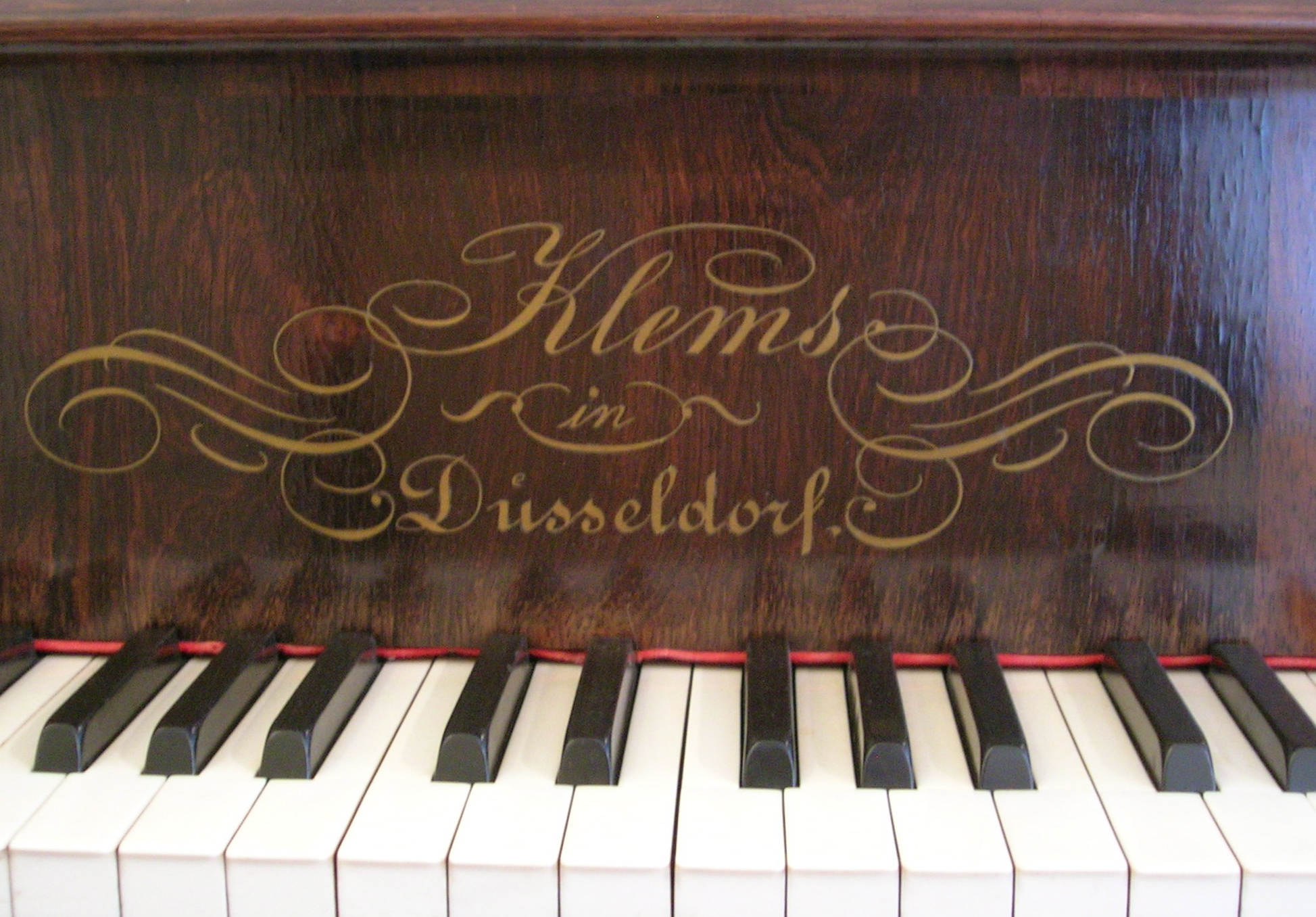
Vorsatzschild für einen Klems-Flügel (1857), Heinrich-Heine-Institut, Düsseldorf

Einige Klems’sche Konzertflügel, Pianinos und Tafelklaviere haben sich bis in unsere Tage erhalten. Sie sind in öffentlichen Einrichtungen (Heinrich-Heine-Institut Düsseldorf oder Palais Royal in Brüssel) ebenso präsent wie in deutschen, holländischen und belgischen Privatsammlungen. Insbesondere im Zusammenhang mit der Wiederentdeckung der historischen Aufführungspraxis auch für die Musik der Romantik bei CD-Aufnahmen und Konzerten sind die Instrumente von Johann Bernhard Klems wieder in den Fokus der interessierten Öffentlichkeit gerückt.
Durch die enge Verbindung zwischen Johann Bernhard Klems und Robert Schumann wird deutlich, welchen Einfluss Veränderungen im Instrumentenbau auf die Klangvorstellungen eines Komponisten ausüben können. Die Klavierwerke aus Schumanns später Düsseldorfer Zeit lassen in ihrer neuartigen Ausrichtung derartige Rückschlüsse zu und beweisen, wie sehr die klangliche Inspiration eines Komponisten vom Instrument geprägt werden kann.